# Goda
A goda (Limosa) a lilealakúak (Charadriiformes) rendjében és a szalonkafélék (Scolopacidae) családjának egyik neme.

## Rendszerezés
A nembe az alábbi 4 faj tartozik:
- márványos goda (Limosa fedoa)
- nagy goda (Limosa limosa)
- feketeszárnyú goda (Limosa haemastica)
- kis goda (Limosa lapponica)